# Mesodentalina
Mesodentalina es un género de foraminífero bentónico de la Subfamilia Ichthyolariinae, de la familia Ichthyolariidae, de la superfamilia Robuloidoidea, del suborden Lagenina y del orden Lagenida. Su especie tipo es Dentalina matutina. Su rango cronoestratigráfico abarca el Liásico (Jurásico inferior).

## Clasificación
Mesodentalina incluye a las siguientes especies:
- Mesodentalina angusteoralis †
- Mesodentalina matutina †